# Leiopathes secunda
Leiopathes secunda är en korallart som beskrevs av Opresko 1998. Leiopathes secunda ingår i släktet Leiopathes och familjen Leiopathidae. Inga underarter finns listade i Catalogue of Life.